# Arthur Brooke
Arthur Brooke (overleden op 19 maart 1563) was een Engels dichter.
Brooke was de auteur van een aantal werken, waaronder het verhalend gedicht The Tragical History of Romeus and Juliet (1562), dat wordt beschouwd als William Shakespeares belangrijkste bron voor zijn tragedie Romeo en Julia (1597). De inspiratie voor de plot en de personages van dit gedicht haalde hij zelf uit een Franse vertaling van een novelle van Matteo Bandello.
Brooke overleed in 1563 tijdens een schipbreuk toen hij zich wilde aansluiten bij het Engelse leger in Frankrijk.

## Bron
- ShakespeareOnline
- Encyclopaedia Britannca: Arthur Brooke

- CiNii: DA00190904
- Gemeinsame Normdatei: 124723934
- International Standard Name Identifier: 0000 0000 8194 4732
- Library of Congress Control Number: n50041268
- Nationale Bibliotheek van Israël: 987007274274105171
- Nederlandse Thesaurus van Auteursnamen: 067551165
- Istituto Centrale per il Catalogo Unico: UFIV065991
- SNAC: w6pr9hf2
- Système universitaire de documentation: 145227162
- Virtual International Authority File: 3412998
- WorldCat: E39PBJbM7R7PxvykP9B39rmw4q